# Thoracochromis fasciatus
Thoracochromis fasciatus és una espècie de peix pertanyent a la família dels cíclids i a l'ordre dels perciformes.

## Descripció i reproducció
Fa 12 cm de llargària màxima. És de fecundació externa i les femelles incubadores bucals.

## Alimentació
El seu nivell tròfic és de 3,01.

## Hàbitat i distribució geogràfica
És un peix d'aigua dolça, bentopelàgic i de clima tropical (5°S-6°S), el qual viu a Àfrica: és un endemisme de la conca inferior del riu Congo (entre Matadi i Boma a la República Democràtica del Congo) i, possiblement també, de la mitjana a l'altura del Camerun.

## Observacions
És inofensiu per als humans, el seu índex de vulnerabilitat és baix (10 de 100) i les seues principals amenaces són les activitats mineres (especialment, l'extracció d'alumini), la construcció de preses, el transport marítim, la pesca i el desenvolupament urbà (en particular, el de les ciutats de Matadi i Boma).